# Go West (Band)

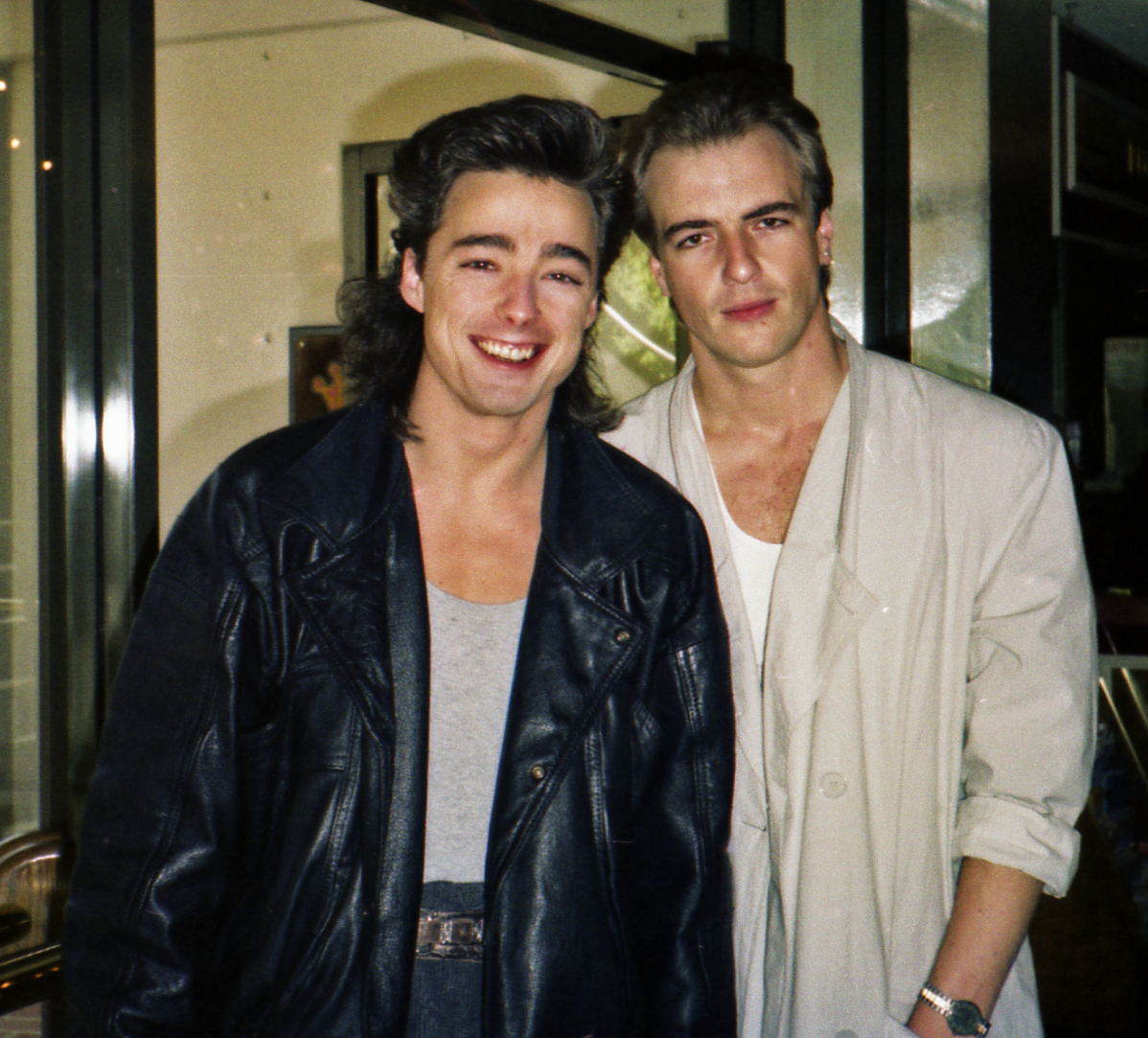
Richard Drummie und Peter Cox in San Francisco, 1985

Go West ist ein britisches Popmusik-Duo, das zwischen 1985 und 1993 seine erfolgreichste Zeit hatte.

## Bandgeschichte
Go West wurde 1982 von Peter Cox und Richard Drummie gegründet.
Die Debütsingle We Close Our Eyes wurde 1985 veröffentlicht. Das Lied stieg in die deutschen und Schweizer Top 20 sowie in die englischen Top 10 und ist bis heute die erfolgreichste Go-West-Single in Europa. Das zugehörige Album Go West wurde in Großbritannien mit Doppelplatin ausgezeichnet. Bei den BPI Awards 1986 wurde das Duo als „British Breakthrough Act“ geehrt.
Bis 1987 folgte eine Reihe von Singles, die sich größtenteils auf mittleren Positionen der englischen und/oder amerikanischen Charts platzieren konnten. Lediglich Call Me (1985) und Don’t Look Down – The Sequel stachen hervor und erreichten die Top 20 der UK-Charts.
Nach einer längeren Pause hatte Go West 1990 mit der Single The King of Wishful Thinking vom Soundtrack zum Film Pretty Woman einen Top-10-Hit in den Vereinigten Staaten, was das Lied zum größten Hit der Band in Amerika machte. In der britischen Heimat erklomm der Titel eine Top-20-Position, in Deutschland reichte es nur knapp für die Top 50.
Mit den Singles Faithful (1992) und What You Won’t Do for Love (1993), beide vom goldprämierten Album Indian Summer, konnte Go West an diesen Erfolg anknüpfen. Zum letzten Top-20-Hit in Großbritannien wurde 1993 Tracks of My Tears, ein Lied vom Album Aces and Kings: The Best Of, das die Top 10 der britischen Singlecharts erreichte und mit einer Goldenen Schallplatte ausgezeichnet wurde.

## Mitglieder
- Peter Cox (* 17. November 1955 in Twickenham, London, England) – Gesang, Gitarre, Keyboard, Schlagzeug
- Richard Drummie (* 20. März 1959 in Twickenham, London, England) – Keyboard, Bass, Gitarre, Perkussion, Gesang

Mitglieder der Live-Band / Session-Musiker (wechselnd)
- Alan Murphy – Gitarre, Klavier
- Tony Beard – Schlagzeug
- Dolphin Taylor – Schlagzeug

## Diskografie

### Alben
| Jahr | Titel                | Höchstplatzierung, Gesamtwochen, AuszeichnungChartplatzierungen (Jahr, Titel, Platzierungen, Wochen, Auszeichnungen, Anmerkungen) | Höchstplatzierung, Gesamtwochen, AuszeichnungChartplatzierungen (Jahr, Titel, Platzierungen, Wochen, Auszeichnungen, Anmerkungen) | Höchstplatzierung, Gesamtwochen, AuszeichnungChartplatzierungen (Jahr, Titel, Platzierungen, Wochen, Auszeichnungen, Anmerkungen) | Höchstplatzierung, Gesamtwochen, AuszeichnungChartplatzierungen (Jahr, Titel, Platzierungen, Wochen, Auszeichnungen, Anmerkungen) | Anmerkungen                                                                             |
| Jahr | Titel                | DE | CH | UK | US | Anmerkungen                                                                             |
| ---- | -------------------- | --- | --- | --- | --- | --------------------------------------------------------------------------------------- |
| 1985 | Go West              | DE58 (3 Wo.)DE | — | — | US60 (35 Wo.)US | Erstveröffentlichung: März 1985 Produzent: Gary Stevenson                               |
| 1987 | Dancing on the Couch | — | — | UK19 (5 Wo.)UK | US172 (9 Wo.)US | Erstveröffentlichung: Mai 1987 Produzent: Gary Stevenson                                |
| 1992 | Indian Summer        | — | — | UK13 Gold · (16 Wo.)UK | US154 (11 Wo.)US | Erstveröffentlichung: Oktober 1992 Produzenten: Go West, Jon Gass, Peter Wolf, Ron Fair |

Weitere Alben
- 2002: We Close Our Eyes
- 2004: Tony Hadley vs. Peter Cox & Go West (mit Tony Hadley und Peter Cox)
- 2008: Futurenow
- 2011: Frame by Frame

### Livealben
- 2001: The Best of Go West – Live at the NEC
- 2004: Don’t Look Down: Live
- 2005: Greatest Hits Live >(Elap)
- 2006: Greatest Hits Live (Pegasus)

### Kompilationen
| Jahr | Titel                               | Höchstplatzierung, Gesamtwochen, AuszeichnungChartplatzierungen (Jahr, Titel, Platzierungen, Wochen, Auszeichnungen, Anmerkungen) | Höchstplatzierung, Gesamtwochen, AuszeichnungChartplatzierungen (Jahr, Titel, Platzierungen, Wochen, Auszeichnungen, Anmerkungen) | Höchstplatzierung, Gesamtwochen, AuszeichnungChartplatzierungen (Jahr, Titel, Platzierungen, Wochen, Auszeichnungen, Anmerkungen) | Höchstplatzierung, Gesamtwochen, AuszeichnungChartplatzierungen (Jahr, Titel, Platzierungen, Wochen, Auszeichnungen, Anmerkungen) | Anmerkungen                                                          |
| Jahr | Titel                               | DE | CH | UK | US | Anmerkungen                                                          |
| ---- | ----------------------------------- | --- | --- | --- | --- | -------------------------------------------------------------------- |
| 1985 | Bangs & Crashes                     | — | — | UK8 ×2Doppelplatin · (83 Wo.)UK                                                                                                   | — | Erstveröffentlichung: März 1985 Best-of-Album mit Extended Versionen |
| 1993 | Aces and Kings: The Best of Go West | — | — | UK5 Gold · (15 Wo.)UK | — | Erstveröffentlichung: Oktober 1993                                   |

Weitere Kompilationen
- 1986: More Bangs and Crashes
- 1998: The Best of Go West
- 1999: Greatest Hits
- 2007: 80s Heroes
- 2008: The Kings of Wishful Thinking
- 2012: Extended Versions
- 2012: The Very Best of Go West (2 CDs)

### EPs
- 2010: 3D Part 1
- 2011: 3D Part 2
- 2013: 3D Part 3

### Singles
| Jahr | Titel Album                                        | Höchstplatzierung, Gesamtwochen, AuszeichnungChartplatzierungen (Jahr, Titel, Album, Platzierungen, Wochen, Auszeichnungen, Anmerkungen) | Höchstplatzierung, Gesamtwochen, AuszeichnungChartplatzierungen (Jahr, Titel, Album, Platzierungen, Wochen, Auszeichnungen, Anmerkungen) | Höchstplatzierung, Gesamtwochen, AuszeichnungChartplatzierungen (Jahr, Titel, Album, Platzierungen, Wochen, Auszeichnungen, Anmerkungen) | Höchstplatzierung, Gesamtwochen, AuszeichnungChartplatzierungen (Jahr, Titel, Album, Platzierungen, Wochen, Auszeichnungen, Anmerkungen) | Höchstplatzierung, Gesamtwochen, AuszeichnungChartplatzierungen (Jahr, Titel, Album, Platzierungen, Wochen, Auszeichnungen, Anmerkungen) | Anmerkungen                                                                         |
| Jahr | Titel Album                                        | DE | CH | UK | US | Dance | Anmerkungen                                                                         |
| ---- | -------------------------------------------------- | --- | --- | --- | --- | --- | ----------------------------------------------------------------------------------- |
| 1985 | We Close Our Eyes Go West                          | DE14 (15 Wo.)DE | CH19 (5 Wo.)CH | UK5 Silber · (14 Wo.)UK | US41 (15 Wo.)US | Dance5 (11 Wo.)Dance | Erstveröffentlichung: Februar 1985                                                  |
| 1985 | Call Me Go West                                    | — | — | UK12 (10 Wo.)UK | US54 (14 Wo.)US | Dance25 (6 Wo.)Dance | Erstveröffentlichung: Mai 1985                                                      |
| 1985 | Goodbye Girl Go West                               | — | — | UK25 (7 Wo.)UK | — | — | Erstveröffentlichung: Juli 1985                                                     |
| 1985 | Eye to Eye Go West                                 | — | — | — | US73 (7 Wo.)US | Dance32 (4 Wo.)Dance | Erstveröffentlichung: September 1985                                                |
| 1985 | Don’t Look Down – The Sequel Go West               | — | — | UK13 (10 Wo.)UK | US39 (13 Wo.)US | — | Erstveröffentlichung: November 1985                                                 |
| 1986 | True Colours Dancing on the Couch                  | — | — | UK48 (7 Wo.)UK | — | — | Erstveröffentlichung: November 1986                                                 |
| 1987 | I Want to Hear It from You Dancing on the Couch    | — | — | UK43 (4 Wo.)UK | — | — | Erstveröffentlichung: April 1987                                                    |
| 1987 | The King Is Dead Dancing on the Couch              | — | — | UK67 (4 Wo.)UK | — | — | Erstveröffentlichung: August 1987                                                   |
| 1990 | King of Wishful Thinking Indian Summer             | DE46 (14 Wo.)DE | — | UK18 Silber · (10 Wo.)UK | US8 (24 Wo.)US | — | Erstveröffentlichung: Mai 1990                                                      |
| 1992 | Faithful Indian Summer                             | DE51 (17 Wo.)DE | — | UK13 (6 Wo.)UK | US14 (20 Wo.)US | — | Erstveröffentlichung: Oktober 1992                                                  |
| 1992 | What You Won’t Do for Love Indian Summer           | DE52 (10 Wo.)DE | — | UK15 (5 Wo.)UK | US55 (11 Wo.)US | — | Erstveröffentlichung: Dezember 1992                                                 |
| 1993 | Still in Love Indian Summer                        | — | — | UK43 (3 Wo.)UK | — | — | Erstveröffentlichung: März 1993                                                     |
| 1993 | The Tracks of My Tears Aces and Kings: The Best Of | — | — | UK16 (5 Wo.)UK | — | — | Erstveröffentlichung: September 1993                                                |
| 1993 | We Close Our Eyes ’93 –                            | — | — | UK40 (3 Wo.)UK | — | — | Erstveröffentlichung: November 1993 Remix: Tom Lord-Alge, Produzent: Gary Stevenson |

Weitere Singles
- 1987: From Baltimore to Paris
- 1987: 3 Track Sampler
- 2001: All Day, All Night
- 2008: Only Love
- 2008: Let Love Come

### Videoalben
- 1986: Video E. P. (VHS)
- 2004: Kings of Wishful Thinking – Live (DVD)
- 2005: Tony Hadley vs. Peter Cox & Go West – Untitled (DVD)